# Fraconalto
Fraconalto (piemontiul: Fraconàut, ligur nyelven: Fiacon) település Olaszországban, Piemont régióban, Alessandria megyében. Lakosainak száma 302 fő (2023. január 1.).